# 헨리 채드윅 (기자)

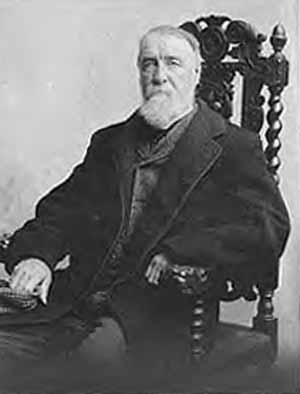
헨리 채드윅

헨리 채드윅(영어: Henry Chadwick, 1824년 10월 5일 ~ 1908년 4월 20일)은 종종 '야구의 아버지'로 불리는 스포츠 기자이자, 야구 기자이자 역사가이다.

## 같이 보기
- 야구의 기록